# Parafia Matki Bożej Fatimskiej w Lisich Jamach
Parafia Matki Bożej Fatimskiej w Lisich Jamach – parafia rzymskokatolicka znajdująca się w dekanacie Lubaczów, w diecezji zamojsko-lubaczowskiej. 
Parafia erygowana została 8 grudnia 1988 roku, dekretem ówczesnego administratora apostolskiego polskiej części archidiecezji lwowskiej z siedzibą w Lubaczowie, biskupa Mariana Jaworskiego. 
Do parafii należą wierni z następujących miejscowości: Lisie Jamy (Misztale]), Wólka Krowicka (Brozie)
Liczba parafian: 1500.